# Corydalis densispica
Corydalis densispica är en vallmoväxtart som beskrevs av Cheng Yih Wu. Corydalis densispica ingår i släktet nunneörter, och familjen vallmoväxter. Inga underarter finns listade i Catalogue of Life.